# Nombre premier circulaire

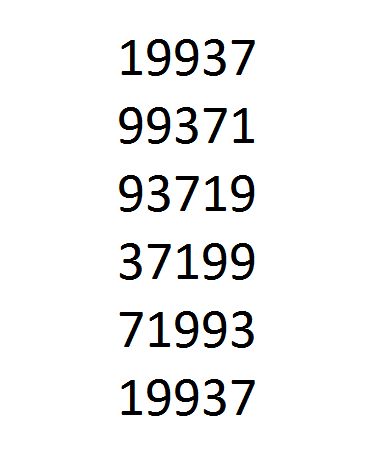
Les permutations cycliques du nombre premier circulaire 19937

Un nombre premier circulaire est un nombre premier avec la propriété que le nombre généré à chaque étape intermédiaire lors d'une permutation circulaire de ses chiffres (en base dix) est premier aussi,. 
Par exemple, 1193 est un premier circulaire, car 1931, 9311 et 3119 sont aussi des nombres premiers. Un premier circulaire avec au moins deux chiffres ne peut être constitué que de combinaisons des chiffres 1, 3, 7 ou 9. En effet 0, 2, 4, 6 ou 8 comme dernier chiffre d'un nombre rend celui-ci divisible par 2, et 0 ou 5 comme dernier chiffre d'un nombre rend celui-ci divisible par 5,. 
La liste complète des plus petits représentants de chaque cycle des nombres premiers circulaires connus (les nombres premiers à un seul chiffre et les répunits sont les seuls membres de leurs cycles respectifs) est 2, 3, 5, 7, R2, 13, 17, 37, 79, 113, 197, 199, 337, 1193, 3779, 11939, 19937, 193939, 199933, R19, R23, R317, R1031, R49081, R86453, R109297, et R270343, où Rn est un premier répunit avec n chiffres. On sait qu'il n'y en a pas d'autre   jusqu'à 1023,. L'ensemble des nombres premiers permutables est un sous-ensemble propre de l'ensemble des nombres premiers circulaires: un premier permutable est aussi un premier circulaire, mais l'inverse n'est pas toujours vrai,.
Il est conjecturé que tous les nombres premiers circulaires au-delà de 1 000 000 sont des répunits.

## Autres bases
La liste complète des plus petits nombres premiers représentants de tous les cycles connus de nombres premiers circulaires en base douze est (en utilisant le deux et le trois inversé pour dix et onze, respectivement)
2, 3, 5, 7, Ɛ, R2, 15, 57, 5Ɛ, R3, 117, 11Ɛ, 175, 1Ɛ7, 157Ɛ, 555Ɛ, R5, 115Ɛ77, R17, R81, R91, R225, R255, R4ᘔ5, R5777, R879Ɛ, R198Ɛ1, R23175, et R311407.
où Rn est un nombre premier répunit en base 12 avec n chiffres. Il n'y a pas d'autres nombres premiers circulaires en base douze au-delà de 128.
En base 2, seuls les nombres premiers de Mersenne peuvent être des nombres premiers circulaires.